# Annette Lu
Annette Lu (chiń. upr. 吕秀莲; chiń. trad. 呂秀蓮; pinyin Lǚ Xiùlián; pe̍h-ōe-jī Lū Siù-liân; ur. 7 czerwca 1944) – tajwańska polityk, feministka, działaczka opozycji demokratycznej w latach 70. i 80., wiceprezydent Republiki Chińskiej w latach 2000-2008.
Pochodzi z tajwańskiego powiatu Taoyuan. Studiowała w USA, gdzie w 1974 roku uzyskała stopień magistra komparatystyki prawniczej na University of Illinois at Urbana-Champaign. W trakcie studiów zaangażowała się w działalność ruchu feministycznego, którą kontynuowała po powrocie na Tajwan. Opublikowała kilka prac na temat feminizmu, w których krytykowała m.in. tradycyjny podział ról płci.
W 1977 roku uzyskała magisterium z prawa na Harvard University i rozpoczęła studia doktoranckie, które jednak przerwała w 1978 roku na znak protestu przeciw zerwaniu przez USA kontaktów dyplomatycznych z Republiką Chińską na rzecz ChRL i wróciła na Tajwan. W 1978 roku kandydowała z powiatu Taoyuan do Zgromadzenia Narodowego, wybory zostały jednak odwołane.
Pod koniec lat 70. Lu zaangażowała się w prodemokratyczny i antykuomintangowski ruch Dangwai. W 1979 roku, za wygłoszenie 20-minutowej mowy w obronie spacyfikowanego przez policję wiecu opozycji (tzw. Incydent Kaohsiung) została aresztowana i skazana na 12 lat więzienia. Wskutek nacisków organizacji broniących praw człowieka zwolniona przedterminowo w 1985 roku. Po krótkiej emigracji wróciła na Tajwan w 1988 roku, po zniesieniu przez prezydenta Chiang Ching-kuo obowiązującego od 1949 roku stanu wyjątkowego, i zaangażowała się w działalność polityczną w ramach Demokratycznej Partii Postępowej. Z jej ramienia została w 1992 roku wybrana deputowaną do Yuanu Ustawodawczego, a w 1997 roku do zgromadzenia lokalnego powiatu Taoyuan.
W 2000 roku została wybrana wiceprezydentem Republiki Chińskiej w administracji prezydenta Chen Shui-biana. W 2004 roku tandem Chen-Lu uzyskał reelekcję. Podczas swojego 8-letniego urzędowania Lu aktywnie agitowała za ogłoszeniem przez Tajwan niepodległości i zgłoszeniem przez wyspę akcesu do ONZ, co wpłynęło na znaczne pogorszenie relacji chińsko-tajwańskich. Jej kontrowersyjne wypowiedzi często wzbudzały ostre protesty, m.in. po tym jak latem 2004 roku w obraźliwy sposób określiła Aborygenów tajwańskich, obwiniając ich przy tym o niszczenie środowiska naturalnego.
W 2007 roku Tajwanem wstrząsnął skandal korupcyjny, w który zamieszani okazali się urzędujący prezydent i jego administracja. Lu była jedną z oskarżonych o defraudację funduszy publicznych. W marcu 2012 roku została uniewinniona przez sąd.